# Hektographenrolle
Eine Hektographenrolle war eine in den 1950er und 1960er Jahren verbreitete Variante der Hektographie zur Vervielfältigung von handschriftlichen Dokumenten. Besonders häufig wurde die im Seefahrtsjargon auch „Speckrolle“ genannte Hektographenrolle an Bord von Frachtschiffen verwendet, weil das Format der Konnossemente größer als die auf DIN-Formate abgestimmten anderen Vervielfältigungsverfahren war.

## Verfahren
Die Hektographenrolle bestand aus Ölpapier, das mit einer Gelatineschicht bedeckt war. Formulare, Staupläne, Scheckhefte, Frachtpapiere und andere Listen und Dokumente wurden mit einer speziellen Hektographie-Tinte beschriftet und mit der Schrift auf die Schichtseite der Rolle aufgelegt. Die Gelatine nahm ein Negativ des Dokumentes ab, das als Positiv auf ein weißes Papier oder einen Formularvordruck abgerollt werden konnte.
50 bis 60 Kopien waren möglich. Dabei wurde die Rolle in einer Halterung von einer vollen auf eine leere Spule transportiert. Weil die Farbe langsam in die Gelatineschicht einzog, konnte eine Rolle zurückgespult und mehrfach wiederverwendet werden.
In den 1970er Jahren kam die Hektographenrolle außer Gebrauch und wurde auch in der Seefahrt durch Fotokopierer und mehrfach ausgedruckte Unterlagen ersetzt.